# 雙城

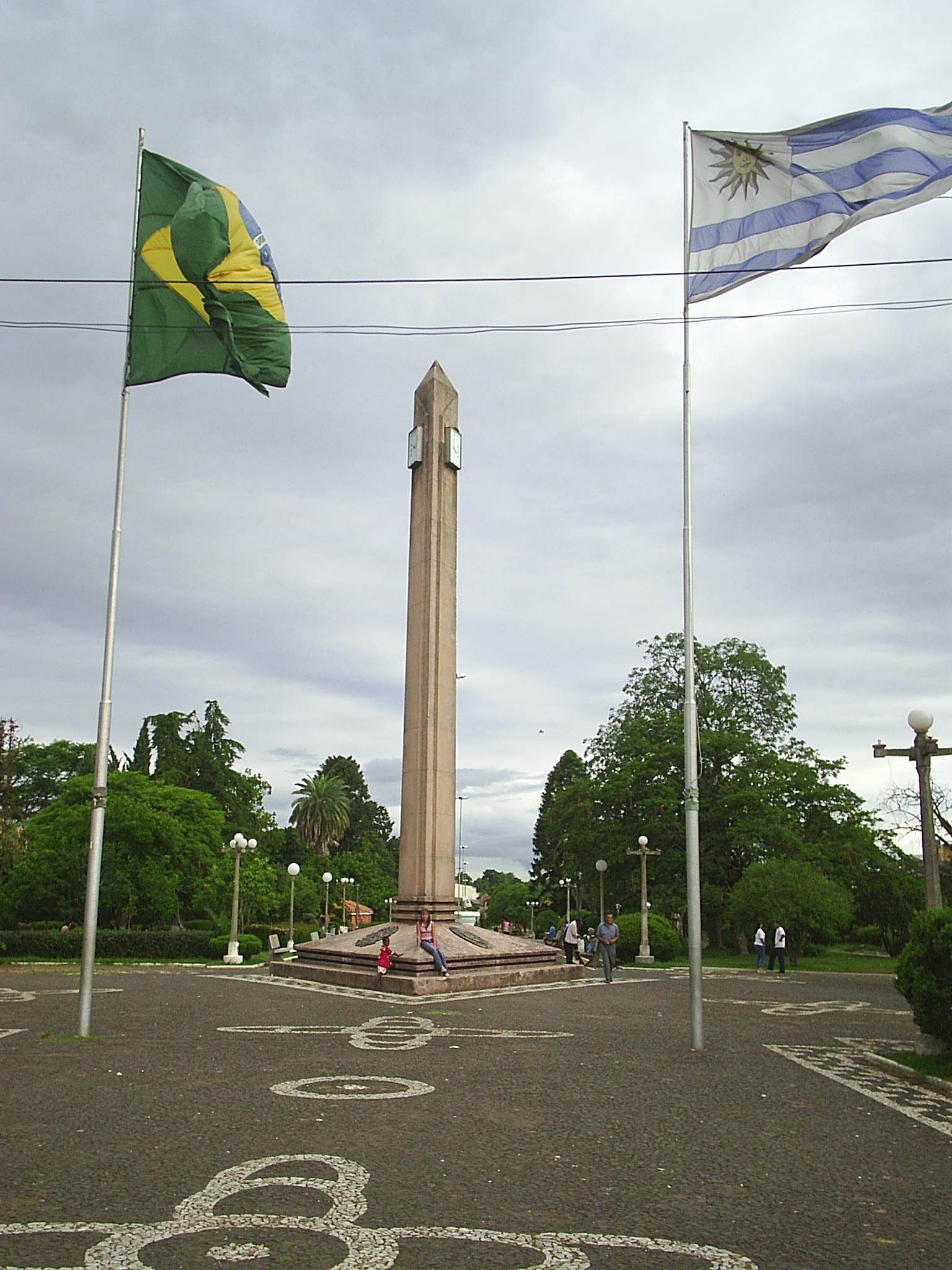
位於南美洲的拉巴斯前地(Frontera de la Paz)的國際廣場(Plaza Internacional)位於當地的一個雙城：左面的是巴西的聖安娜-利弗拉門圖；右面的是烏拉圭的里韋拉。

雙城一般指由兩個相鄰城市組成的都市。與衛星城市的概念不同，雙城各有自己的核心，並互相依賴，有時被河流分開，或是因邊境而分屬在不同國家。而衛星城市則必為單向依賴中心城市，交通聯繫會更加緊密。與一般一大一小相鄰城市的主要分別，在於市區街道有時相連合一，且共享許多資源，例如：機場、鐵路、港口等，隨著社會的發展，城市有可能會合併或是變為中心城市，而不符合雙城定義。

## 現存的雙城
- 英格兰
  - 倫敦市和西敏市
- 美国
  - 明尼亞波利斯和聖保羅（明尼阿波利斯-聖保羅都會區）
  - 堪薩斯城（密蘇里州）和堪薩斯城（堪薩斯州）
  - 舊金山和奧克蘭
  - 達拉斯和沃思堡
  - 紐約州由提卡和羅馬
  - 紐華克和紐約市
- 加拿大
  - 渥太華和加蒂諾
  - 溫哥華和本拿比
  - 多倫多和密西沙加
- 瑞典
  - 林雪平和北雪平
  - 马尔默和隆德
- 阿联酋
  - 杜拜和沙加
- 尼泊尔
  - 加德滿都和拉利特普爾
- 日本
  - 東京都和神奈川縣
  - 大阪市和神戶市
  - 函館市和北斗市
  - 北九州市和下關市
  - 倉敷市和岡山市
- 中華民國（臺灣）
  - 竹南鎮和頭份市
  - 朴子市和太保市
- 法國
  - 马赛和普罗旺斯地区艾克斯
  - 贝尔福和蒙贝利亚尔
  - 香槟沙隆和兰斯
  - 南锡和梅斯
  - 圣康坦和亚眠
  - 魯貝和圖爾寬
- 德国
  - 美因茲和威斯巴登
  - 柏林和波茨坦
  - 法蘭克福和奧芬巴哈
- - 首爾和仁川
- 印度
  - 德里和新德里
- 斯里蘭卡
  - 可倫坡和斯里賈亞瓦德納普拉科特
- 巴基斯坦
  - 伊斯蘭馬巴德和拉瓦爾品第
- 中华人民共和国
  - 沈阳市和抚顺市
  - 鞍山市和辽阳市
  - 营口市和盘锦市
  - 南京市和马鞍山市
  - 南京市和滁州市
  - 蘇州市和無錫市
  - 無錫市和常州市
  - 西安市和咸陽市
  - 广州市和佛山市
  - 珠海市和中山市
  - 太原市和晋中市榆次区
  - 武汉市和鄂州市
  - 黄冈市和鄂州市
  - 长沙市和株洲市
  - 长沙市和湘潭市
  - 湘潭市和株洲市
  - 酒泉市和嘉峪关市
  - 乌鲁木齐市和昌吉回族自治州
  - 克拉玛依市和伊犁州奎屯市
- 菲律賓
  - 馬尼拉市和奎松市
- 泰國
  - 曼谷和暖武里府
  - 清邁府和南奔府
  - 宋卡和合艾
- 埃及
  - 開羅和吉薩
- 阿根廷
  - 布宜諾斯艾利斯和拉普拉塔
- 南非
  - 普利托里亞和約翰尼斯堡
- 西班牙
  - 圣克鲁斯-德特内里费與圣克里斯托瓦尔-德拉拉古纳

- 跨國跨地區
  - 美國聖地牙哥和墨西哥蒂華納
  - 美國紐約州尼亞加拉瀑布城和加拿大安大略尼亞加拉瀑布城
  - 底特律（美國密西根州）和溫莎（加拿大安大略）
  - 金夏沙（剛果民主共和國）和布拉薩（剛果共和國）
  - 艾爾帕索（美國德克薩斯州）和華雷斯城（墨西哥）
  - 拉雷多（美國德克薩斯州）和新拉雷多（墨西哥）
  - 布朗斯維爾（美國德克薩斯州）和馬塔莫羅斯（墨西哥）
  - 米卢斯（法国大东部大区）和巴塞尔（瑞士）
  - 安讷马斯（法国罗纳-阿尔卑斯大区）和日内瓦（瑞士）
  - 馬來西亞新山和新加坡
  - 中华人民共和国黑龙江省黑河和俄罗斯联邦阿穆尔州布拉戈维申斯克（海兰泡）
  - 中华人民共和国内蒙古自治区满洲里和俄罗斯联邦外贝加尔边疆区外贝加尔斯克
  - 中华人民共和国云南省瑞丽和缅甸联邦共和国掸邦木姐
  - 中华人民共和国云南省河口和越南社会主义共和国老街省老街
  - 中华人民共和国广西壮族自治区东兴和越南社会主义共和国广宁省芒街
  - 中华人民共和国内蒙古自治区二连浩特和蒙古国东戈壁省扎门乌德
  - 中华人民共和国吉林省长白和朝鲜民主主义人民共和国两江道惠山
  - 中华人民共和国吉林省集安和朝鲜民主主义人民共和国慈江道满浦
  - 中华人民共和国辽宁省丹东和朝鲜民主主义人民共和国平安北道新义州
  - 澳門特別行政區和珠海市
  - 香港特別行政區和深圳市

## 歷史上的雙城
- 匈牙利布達佩斯本來由布達和佩斯兩個城市組成。
- 香港市區本來是維多利亞城和九龍兩個城鎮，後來因為都市擴張，把整個香港島、九龍和新九龍都劃為市區，其餘地域成為了郊區。
- 臺灣臺南市的前身是荷蘭人所建的熱蘭遮城、普羅民遮城，兩城隔海相望，之後分別成為安平、臺南府城。在中間的內海消失後，兩市已連為一體。
- 臺灣桃園縣的兩縣轄市中壢市和桃園市為互補的雙城，現在已合併為單一的城市桃園直轄市，原本的兩城成為新的桃園市的兩個核心。
- 中國湖北省：

- 襄阳市本為漢水南北兩岸的襄陽、樊城兩座城市，1949年後才將兩城合而為一。
- 荆州市本为荆州和沙市，1994年合并为荆沙市，1996年改名荆州市。
- 武漢市本來是武昌、漢口、漢陽三座城市，後來才將三城合而為一。

- 美國明尼蘇達州明尼亞波利斯本來亦是兩個城市：原來的明尼亞波利斯和聖安東尼組成的。
- 清朝外東北雙城子本來由東城和西城組成，故名；沙俄佔領後將兩城合而為一，並改名為烏蘇里斯克。